# Biserica de lemn din Săliștea de Sus, Buleni

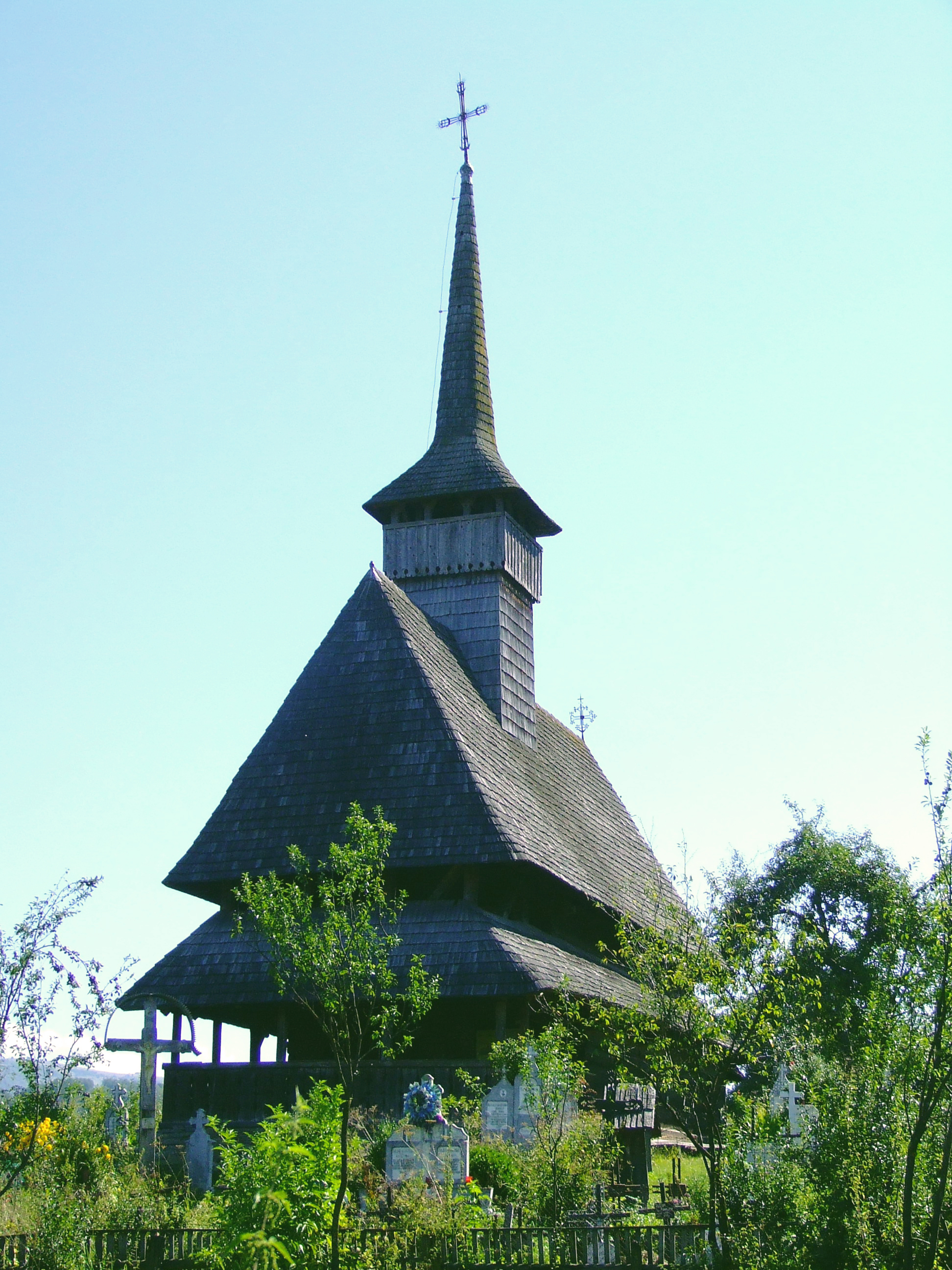
Biserica de lemn din Săliștea de Sus - Buleni, judeţul Maramureș, 2008

Biserica de lemn din Săliștea de Sus, Buleni, orașul Săliștea de Sus, județul Maramureș, datează din anul 1717. Are hramul „Sfântul Nicolae”. Biserica se află pe noua listă a monumentelor istorice sub codul  MM-II-m-A-04635.